# Est de Goiás
L'est de Goiás est l'une des 5 mésorégions de l'État de Goiás. Elle regroupe 32 municipalités groupées en 2 microrégions.

## Données
La région compte 1 197 873 habitants pour 55 520 km².

## Microrégions
La mésorégion de l'est de Goiás est subdivisée en 2 microrégions:
- Vão do Paranã
- Entorno do Distrito Federal